# Canton (Connecticut)
Pour les articles homonymes, voir Canton (homonymie).
Canton est une ville située dans le comté de Hartford, dans l'État du Connecticut aux États-Unis. Lors du recensement de 2010, Canton avait une population totale de 10 292 habitants.

## Géographie
Selon le Bureau du Recensement des États-Unis, la superficie de la ville est de 25,02 milles carrés (64,8 km2), dont 24,59 milles carrés (63,69 km2) de terres et 0,44 milles carrés (1,14 km2) de plans d'eau, soit 1,76 %.

## Histoire
Canton devient une municipalité en 1806. Ephraim Mills lui donne ce nom en l'honneur du peuple suisse, dont le pays est divisé en cantons.

## Démographie
D'après le recensement de 2000, il y avait 8 840 habitants, 3 516 ménages, et 2 492 familles dans la ville. La densité de population était de 138,9 hab/km2. Il y avait 3 616 maisons avec une densité de 56,8 maisons/km2. La décomposition ethnique de la population était : 97,15 % blancs ; 0,53 % noirs ; 0,05 % amérindiens ; 0,72 % asiatiques ; 0,02 % natifs des îles du Pacifique ; 0,49 % des autres races ; 1,04 % de deux ou plus races. 1,28 % de la population était hispanique ou Latino de n'importe quelle race.
Il y avait 3 516 ménages, dont 33,4 % avaient des enfants de moins de 18 ans, 60,2 % étaient des couples mariés, 8,1 % avaient une femme qui était parent isolé, et 29,1 % étaient des ménages non-familiaux. 24,3 % des ménages étaient constitués de personnes seules et 8,0 % de personnes seules de 65 ans ou plus. Le ménage moyen comportait 2,49 personnes et la famille moyenne avait 2,98 personnes.
Dans la ville la pyramide des âges était 25,4 % en dessous de 18 ans, 4,2 % de 18 à 24, 30,8 % de 25 à 44, 27,7 % de 45 à 64, et 11,9 % qui avaient 65 ans ou plus. L'âge médian était 40 ans. Pour 100 femmes, il y avait 94,0 hommes. Pour 100 femmes de 18 ans ou plus, il y avait 90,9 hommes.
Le revenu médian par ménage de la ville était 65 013 dollars US, et le revenu médian par famille était 80 533 $. Les hommes avaient un revenu médian de 49 980 contre 37 652 $ pour les femmes. Le revenu par habitant de la ville était 33 151 $. 2,7 % des habitants et 1,9 % des familles vivaient sous le seuil de pauvreté. 3,2 % des personnes de moins de 18 ans et 0,5 % des personnes de plus de 65 ans vivaient sous le seuil de pauvreté.
| 1820  | 1850  | 1860  | 1870  | 1880  | 1890  |
| ----- | ----- | ----- | ----- | ----- | ----- |
| 1 322 | 1 986 | 2 373 | 2 639 | 2 301 | 2 500 |

| 1900  | 1910  | 1920  | 1930  | 1940  | 1950  |
| ----- | ----- | ----- | ----- | ----- | ----- |
| 2 678 | 2 732 | 2 549 | 2 397 | 2 769 | 3 613 |

| 1960  | 1970  | 1980  | 1990  | 2000  | 2010   |
| ----- | ----- | ----- | ----- | ----- | ------ |
| 4 783 | 6 868 | 7 635 | 8 268 | 8 840 | 10 292 |